# 奥斯鲍恩·雷诺
奧斯鮑恩·雷諾（英語：Osborne Reynolds，1842年8月23日—1912年2月21日），英國物理學家，在流體動力學有獨到的見解。另外，他研究固體和流體之間的熱傳遞現象也改善了鍋爐和冷凝器的設計。

## 生活

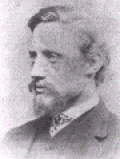
Osborne Reynolds

奥斯鲍恩·雷諾茲出生於貝爾法斯特，不久後隨父母移居戴德姆，埃塞克斯。他的父親是一所學校的校長和牧師，也是一個非常能幹的數學家，對於力學有濃厚的興趣。當雷諾還是小男孩時，他父親提出一些改善農業設備的專利，因此雷諾說自己的啟蒙老師是爸爸。奧斯鮑恩·雷諾進入劍橋大學王后學院就讀，並於1867年以數學第七牧馬人的成績畢業，在1868年，他被任命為曼徹斯特歐文斯學院（現在的曼徹斯特大學）工程教授，在這一年成為英國大學史上第一個被稱為“最專業的工程學教授”的人。這個教授的職位是由一群在曼徹斯特地區的製造工業新創立的，並且提供資金，他們找25歲的雷諾茲來補這一個職位也有一種主導作用。
雷諾很早就展現他的天賦和喜好在研究力學上。在他少年時期後期，進入大學之前一年，他去愛德華·海斯的工廠工作當學徒，在石溪斯特拉特福鎮裡是一個眾所周知的造船廠，在那裡他獲得製造和裝修沿海輪船的實務經驗（因此對於流體動力學實際應用有了初步的了解）。在他從劍橋畢業的那年，他馬上就再一次拿到工程公司的聘書，這一次在倫敦（克羅伊登）污水輸送系統從事土木工程師。他選擇了在劍橋學習數學，因為在他1868年申請教授職位他說，“從我最早的回憶裡，有一門科學為力學基礎讓我有一種無法抗拒的喜歡力學和物理定律...各種力學現象吸引到我的注意力，而要解釋這些現象我發現數學的知識是必不可少的。“ 
雷諾在他剩下的職業生涯都留在歐文斯學院-在1880年學院成為一個組成院校新成立的維多利亞大學。他被選為院士，英國皇家學會於1877年，並於1888年頒發的皇家勳章。他於1905年退休。

## 流體力學
雷諾最有名的研究中，流體在管道流動的情況下從層流轉換到紊流。從這些實驗中得出無限個相似的動力雷諾數-慣性力黏滯力的比值。雷諾還提出了現在用來描述湍流的時均納維－斯托克斯方程，將湍流運動看作時間平均與瞬時脈動兩種流動的疊加。這樣可以求出大量的湍流平均值，例如使用雷諾平均Navier-Stokes方程。
他在19世70年代早期開始發表流體力學，他最後的理論模型發表於19世紀90年代中期仍是標準的數學骨架至今使用著。從他開創性的報告標題的例子：
- 改善後的裝置用來提高從流體獲取的動力，或用來增加液壓（1875）。
- 在實驗性的研究中，確定了水在平行通道的運動是直線或彎曲，也決定了在平行通道的阻力定律(1883)。
- 在動力學理論下標準測定的粘性流體不可壓縮（1895）。

雷諾貢獻流體力學不輸於船舶設計（“海軍建築師”）。的能力，使小規模的船舶模型，並提取有用的預測數據，對於一個全尺寸的船，直接取決於實驗者應用雷諾湍流原則的摩擦阻力計算，以及適當的應用威廉弗勞德引力波的能量和傳播理論。雷諾本人有一定數量的論文有關船舶設計交易造船學會出版。

## 其他貢獻
雷諾發表了大約70篇學術工程的研究報告。當他的職業生涯接近尾聲時，這些研究再次被發表並將其整理成三冊，對於他們看到這些目錄以及簡短的摘要3和4除了流體力學涉及的領域還包括熱力學，氣體動力學理論蒸汽冷凝，螺旋螺旋槳型船舶推進，渦輪式船舶推進，液壓制動裝置，流體動力潤滑，以及實驗室設備以求得更精確的測量值。